# Sylvain Cros
Sylvain Cros (Clermont-Ferrand, 2 de junio de 1980) es un deportista francés que compitió en natación. Ganó una medalla de bronce en el Campeonato Europeo de Natación de 1999, en la prueba de 1500 m libre.

## Palmarés internacional
| Campeonato Europeo | Campeonato Europeo | Campeonato Europeo | Campeonato Europeo |
| Año                | Lugar              | Medalla            | Prueba             |
| ------------------ | ------------------ | ------------------ | ------------------ |
| 1999               | Estambul (Turquía) | Medalla de bronce  | 1500 m libre       |